# 新安街道 (珲春市)
新安街道，是中华人民共和国吉林省延边朝鲜族自治州珲春市下辖的一个乡镇级行政单位。2021年11月18日，调整管辖范围。调整后，新安街道办事处西起英安镇大榆树村，东至新安路 ，北起渤海西大街，南至库克纳河，辖原新安街道的迎新、长城、团结、迎春、龙源、春粮、长安、乐园8个社区和原英安镇的中华、城西、西郊、营子4个村。

## 行政区划
新安街道下辖以下地区：
团结社区、迎新社区、长城社区、龙源社区、迎春社区、春粮社区、长安社区和乐园社区。